# Dietrich von Hülsen-Haeseler

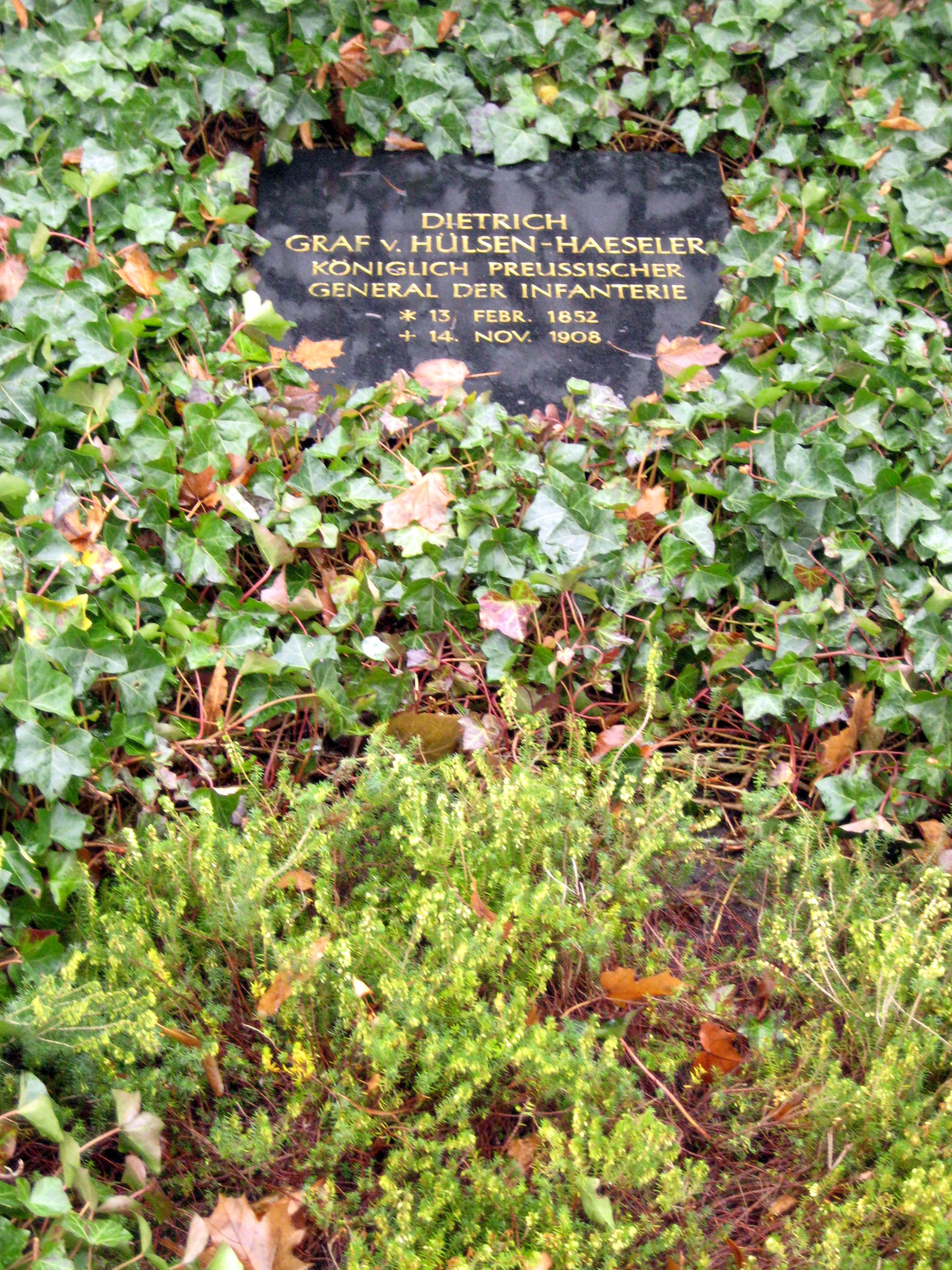
Graf van Graaf von Hülsen-Haeseler

Dietrich von Hülsen-Haeseler (Berlijn, 13 februari 1852 - Donaueschingen, 14 november 1908) was een Duits generaal der infanterie die op opvallende wijze stierf.
Von Hülsen-Haeseler was de zoon van theater-intendant Botho von Hülsen en gravin Haesseler. In 1870 diende hij als luitenant in het eerste Keizer Alexander Garde Regiment Grenadiers. Hij bezocht hierna de militaire academie en werd in 1882 toegevoegd aan de generale staf van de keizerlijke landmacht. Hij werd in 1894 in de adelstand verheven, waarna hij zijn nieuwe status als graaf luister bijzette door de achternaam van zijn moeder aan de zijne toe te voegen. In hetzelfde jaar werd hij als militair attaché uitgezonden naar de keizerlijke ambassade in Wenen. In 1895 werd hij bevorderd tot overste en twee jaar later werd hij commandant van het garderegiment fusiliers. In 1899 werd hij als generaal-majoor opgenomen in de generale staf van het gardekorps. In datzelfde jaar werd hij commandant van de tweede Garde-infanteriebrigade. Zijn militaire loopbaan leidde hem nog langs de functie van chef van het Militaire Kabinet (1901), de bevordering tot generaal en ten slotte tot de bevordering tot generaal commandant van de infanterie en tot chef van het militair huis van keizer Wilhelm II.
Aan zijn leven kwam een merkwaardig einde toen hij, na een jachtpartij met de Duitse keizer, die zich - bijkomend van de Daily Telegraph-affaire - in Donaueschingen had teruggetrokken, verkleed als ballerina een kleine voorstelling gaf. De vorstinnen van Hohenlohe en Fürstenberg zaten op de eerste rij. De muziek begon te spelen en niet veel later verscheen de generaal, gekleed in een kokette jurk, op het toneel. Het publiek, waaronder ook de keizer zelf, applaudisseerde geestdriftig toen de korte dans te einde was. In een zij-galerij van de zaal stortte de generaal even na zijn voorstelling neer. Een boodschapper werd om een arts gestuurd, maar toen deze ten slotte arriveerde, was het lichaam van von Hülsen al ten prooi gevallen aan lijkverstijving, dusdanig dat het de keizerlijke hofhouding vrijwel de gehele nacht kostte om de generaal uit zijn balletpakje, en in zijn gala-uniform te hijsen. Er was zowel het leger als de hofhouding veel aan gelegen om de precieze toedracht van Von Hülsens dood te verhullen.

## Militaire loopbaan
- Leutnant: 1870
- Oberleutnant:
- Hauptmann:
- Major:
- Oberstleutnant:
- Oberst: 1895
- Generalmajor: 1899
- Generalleutnant: 1902
- General der Infanterie: 16 oktober 1906[2]

## Decoraties
- Pour le Mérite
- IJzeren Kruis 1813, 2e Klasse[2]